# Palicourea pensilis
Palicourea pensilis är en måreväxtart som beskrevs av Joseph Harold Kirkbride. Palicourea pensilis ingår i släktet Palicourea och familjen måreväxter. Inga underarter finns listade i Catalogue of Life.